# Karla Bonoff (álbum)
Karla Bonoff es el álbum debut homónimo de la cantautora estadounidense Karla Bonoff. Fue publicado en septiembre de 1977 a través de Columbia Records. El álbum alcanzó el puesto #52 en el Billboard 200 y fue certificado disco de oro por la Recording Industry Association of America (RIAA). 

## Recepción de la crítica
En una reseña en retrospectiva para AllMusic, William Ruhlmann manifestó que, “las diez canciones del álbum pintan una imagen efectiva de los altibajos del amor, alrededor de mediados de los años 1970”.

## Lista de canciones
Todas las canciones escritas y compuestas por Karla Bonoff.
Lado uno
1. «Someone to Lay Down Beside Me» – 4:03
2. «I Can't Hold On» – 3:13
3. «Lose Again» – 3:40
4. «Home» – 4:17
5. «Faces in the Wind» (Craig Safan) – 3:05

Lado dos
1. «Isn't It Always Love» – 3:06
2. «If He's Ever Near» – 3:15
3. «Flying High» (Steve Ferguson) – 3:30
4. «Falling Star» – 4:27
5. «Rose in the Garden» – 4:44

## Posicionamiento
| Gráfica (1977)                 | Pico de posición |
| ------------------------------ | ---------------- |
| Estados Unidos (Billboard 200) | 52               |

## Certificaciones y ventas
| País                  | Certificación | Ventas  |
| --------------------- | ------------- | ------- |
| Estados Unidos (RIAA) | Oro           | 500,000 |